# اچ‌دی‌اف‌سی بانک

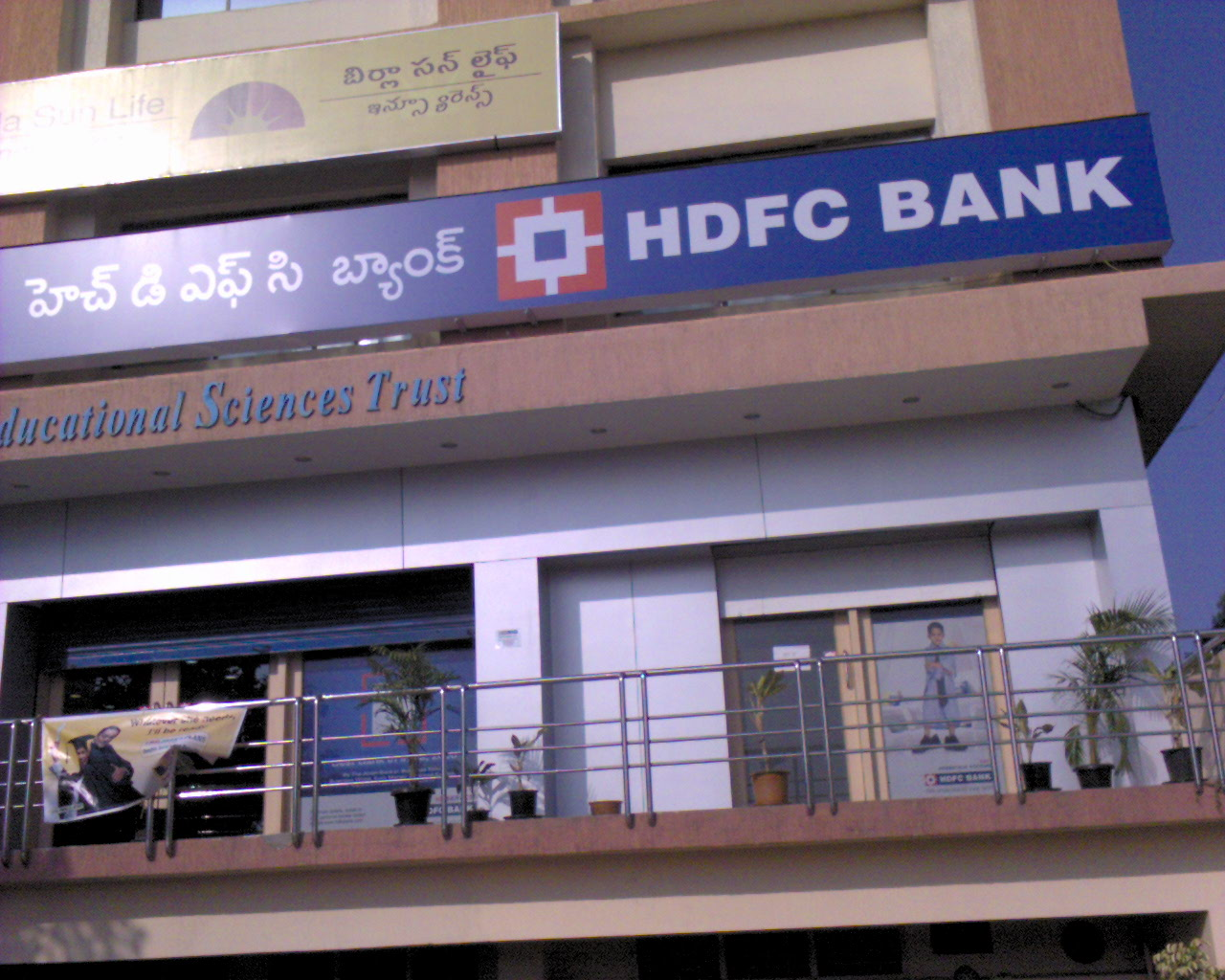
شعبه‌ای از اچ‌دی‌اف‌سی بانک در احمدآباد هند

اچ‌دی‌اف‌سی بانک (به انگلیسی: HDFC Bank) شرکت خدمات مالی و بانکداری هندی مستقر در بمبئی است، که مالک شبکه‌ای از ۳٫۰۶۲ شعبه و ۱۰٫۷۴۳ عابربانک می‌باشد.
اچ‌دی‌اف‌سی بانک به‌عنوان پنجمین بانک بزرگ هند بر پایه میزان دارایی و بزرگترین بانک از نظر میزان ارزش بازار در کشور هند محسوب می‌شود. بخشی از سهام این بانک در بازارهای بورس اوراق بهادار بمبئی، بورس ملی هند و بورس نیویورک معامله می‌شود.